# Microsoft Internet Mail and News
Microsoft Internet Mail and News foi um cliente de e-mail e notícias integrado com o Microsoft Internet Explorer. Sua primeira versão, 1.0, foi lançada em 1996, mesma época do lançamento do Internet Explorer 3.0. Também em 1996, foi lançada a versão 2.0 do cliente.
Em 1997, a Microsoft alterou o nome do programa para Outlook Express. Em 2006 foi novamente renomeado para Windows Mail. O arquivo .exe do Outlook Express era msimn.exe, uma menção ao seu antecessor.